# Rebourguil
 Rebourguil  (en occitano Reborguil) es una población y comuna francesa, situada en la región de Mediodía-Pirineos, departamento de Aveyron, en el distrito de Millau y cantón de Belmont-sur-Rance.

## Demografía
| 429 | 360 | 312 | 286 | 251 | 301 |
| Para los censos de 1962 a 1999 la población legal corresponde a la población sin duplicidades (Fuente: INSEE [Consultar]) |     |     |     |     |     |